# 斯維京齊
49°34′18″N 29°1′30″E / 49.57167°N 29.02500°E
斯維京齊（烏克蘭語：Свитинці），是烏克蘭的村落，位於該國西南部文尼察州，由文尼察區負責管轄，面積0.23平方公里，海拔高度257米，2001年人口253，人口密度每平方公里1,090.52人。